# Stora Bolleberget
Stora Bolleberget är ett naturreservat som ligger på och omkring berget med detta namn i Bollnäs kommun i Gävleborgs län.

## Beskrivning
Området är avsatt från Stiftelsen Ingeborg och Otto Larzons donationsfonds skogsinnehav. Har naturskyddats från år  2006 när det invigdes och är 99 hektar stort. Reservatet vari även finns Bolletjärnen består av myrmark och skog av tall.

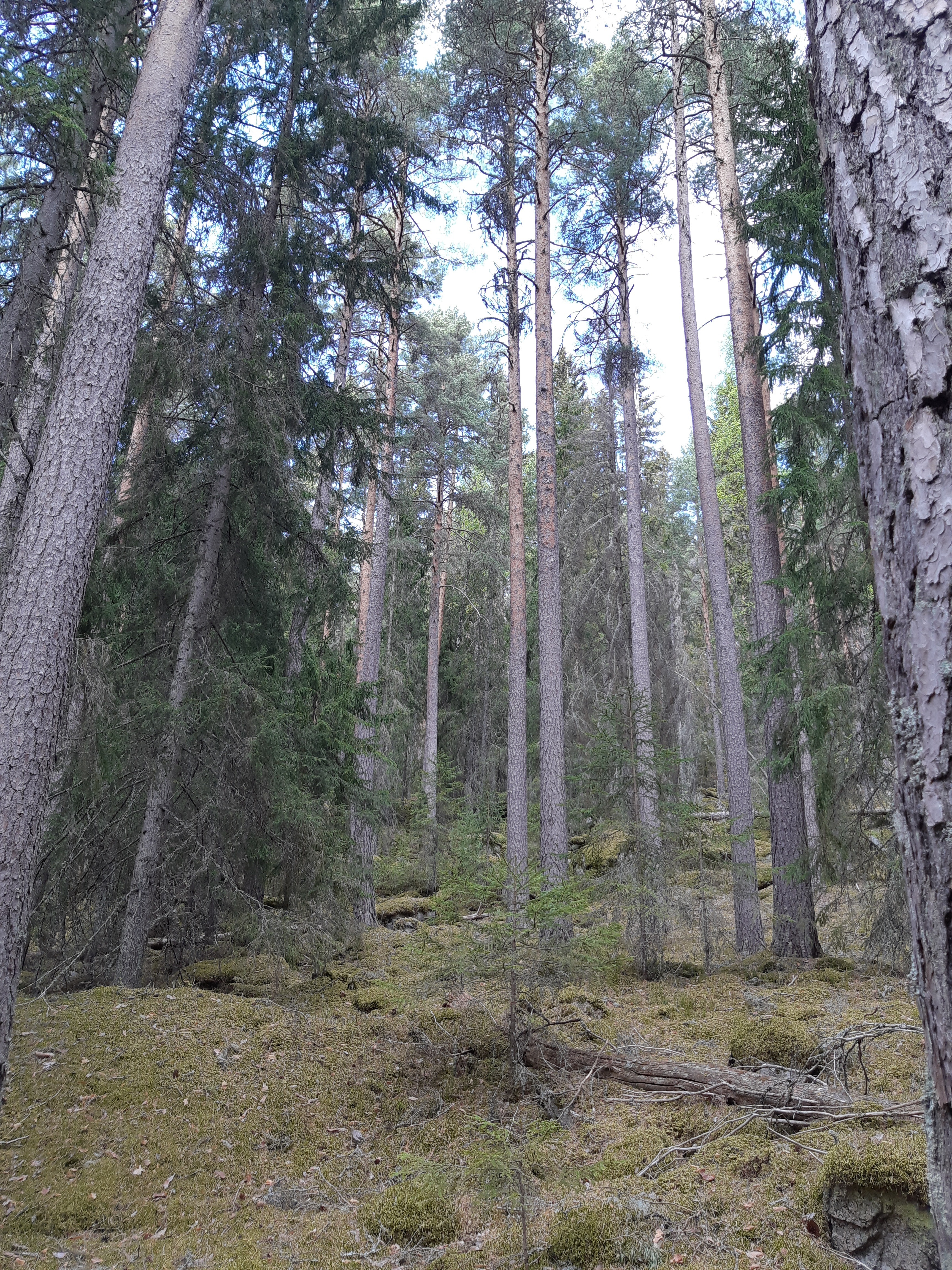
Bild från pelarsalen vid Stora Bollebergets naturreservat.
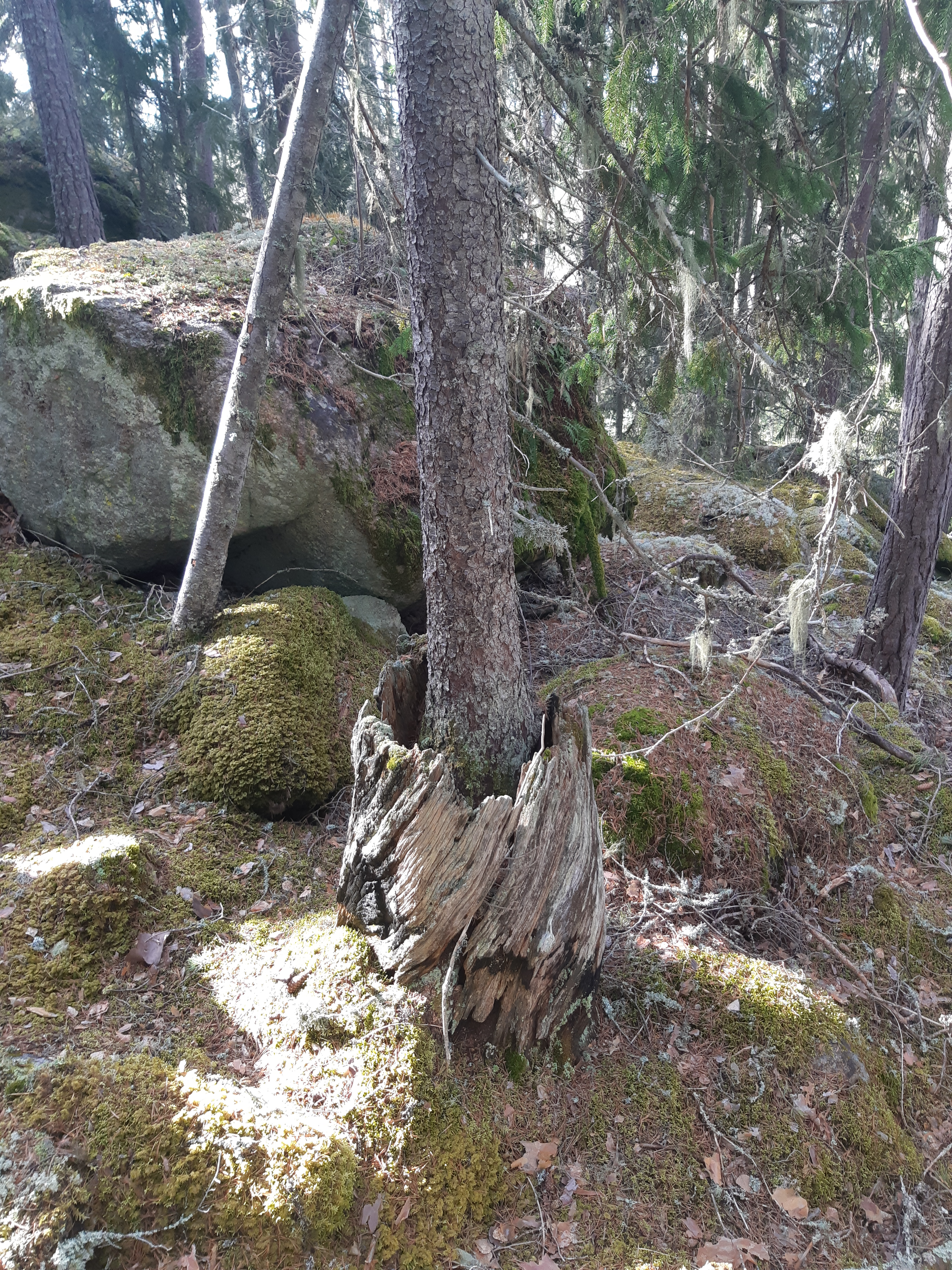
Gammal gran i en tallstubbe.